# Тернопільський Микола Васильович
Мико́ла Васи́льович Тернопільський (31 січня 1998, с. Зелений Гай, Тернопільська область — 19 листопада 2022, Запорізький напрямок) — український військовослужбовець, старший солдат 15 БрОП Національної гвардії України, учасник російсько-української війни.

## Життєпис
Микола Тернопільський народився 31 січня 1998 року в селі Зеленому Гаю, нині Заліщицької громади Чортківського району Тернопільської области України.
У 2017 році закінчив Заліщицький фаховий коледж імені Є. Храпливого за спеціальністю «прикладна екологія». 2019 року розпочав строкову службу в Національній гвардії України. Потім працював за кордоном.
Служив стрільцем 1-го взводу оперативного призначення 15-ї бригади оперативного призначення. Загинув 19 листопада 2022 року на Запорізькому напрямку.
Похований 25 листопада 2022 року в родинному селі.
Залишилися мама та брат.

## Вшанування пам'яті
29 серпня 2023 року на фасаді Заліщицького фахового коледжу імені Є. Храпливого відкрито меморіальну дошку Миколі Тернопільському.